# Asklepios Klinik Barmbek
Die Asklepios Klinik Barmbek (ehemals Allgemeines Krankenhaus Barmbek oder AK Barmbek) ist das Allgemeine Krankenhaus im Hamburger Stadtteil Barmbek-Nord im Bezirk Hamburg-Nord und ist Bestandteil der Asklepios Kliniken Hamburg, des ehemaligen, inzwischen teilprivatisierten Landesbetriebs Krankenhäuser.
Das Allgemeine Krankenhaus Barmbek wurde 1913 eröffnet. Es bestand aus über 60 Einzelgebäuden in Pavillonbauweise und hatte über 2000 Betten. Ende der 1990er-Jahre wurde ein Neubau geplant, weil ein moderner Krankenhausbetrieb mit mehr als 60 Einzelgebäuden nicht möglich war. Am 10. Dezember 2005 wurde die Asklepios Klinik Barmbek in dem neuen Gebäudekomplex in Betrieb genommen. Die Bettenzahl wurde von 1006 auf 676 reduziert. 2017 betrug die Fallzahl 35.500 vollstationäre sowie 35.000 ambulante Fälle. In der Klinik arbeiten über 1600 Mitarbeiter (Stand: 2020), darunter (jeweils Vollzeitäquivalente) 314 Ärzte und 650 Pflegekräfte. Das Krankenhaus ist akademisches Lehrkrankenhaus der Universität Hamburg.

## Organisation
Die Asklepios Klinik Barmbek hat ein breites Spektrum medizinischer Fachbereiche. Sie gehört zum inzwischen teilprivatisierten Landesbetrieb Krankenhaus Hamburg, welche zu 74,9 % im Besitz des Krankenhaus-Unternehmens Asklepios Kliniken ist und unter dem Namen Asklepios Kliniken Hamburg GmbH firmiert.

## Fachabteilungen
- Allgemein- und Viszeralchirurgie
- Anästhesiologie
- Augenklinik
- Brustzentrum

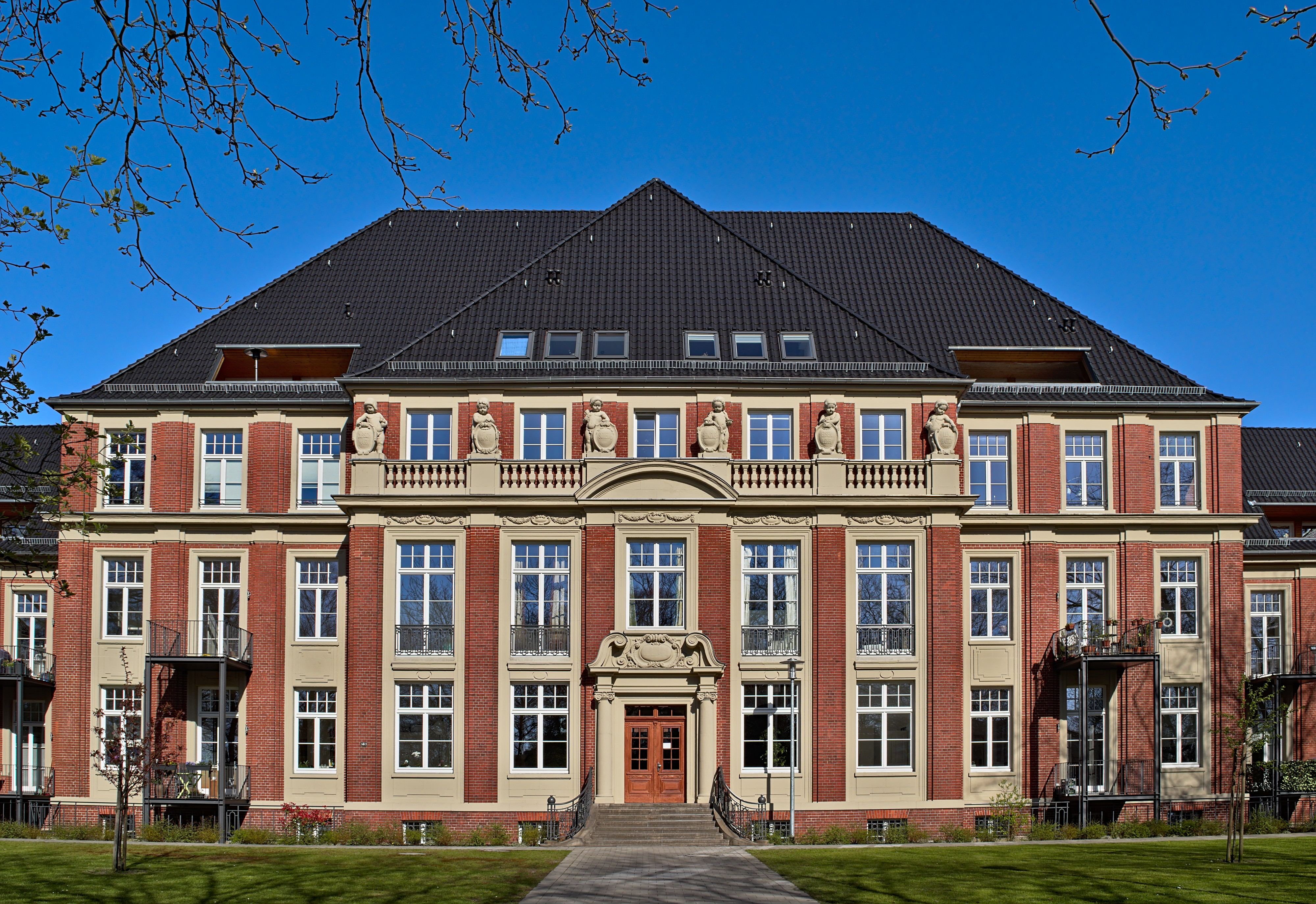
Ehemaliges Hauptgebäude

- Gastroenterologie und Interventionelle Endoskopie
- Geburtshilfe
- Gynäkologie
- Kardiologie
- Neonatologie
- Nephrologie, Diabetologie und Dialyse
- Shuntzentrum
- Neurologie
- Onkologie
- Pneumologie
- Radiologie
- Thoraxchirurgie
- Unfallchirurgie
- Urologie
- Zentrale Notaufnahme
- Orthopädie

## Patientenaufkommen
Die Klinik zählt nach eigenen Angaben zu den drei Krankenhäusern mit dem höchsten Notfallaufkommen in Hamburg. Die Klinik zählt jährlich etwa 70.000 ambulante und stationäre Patienten.

## Geschichte

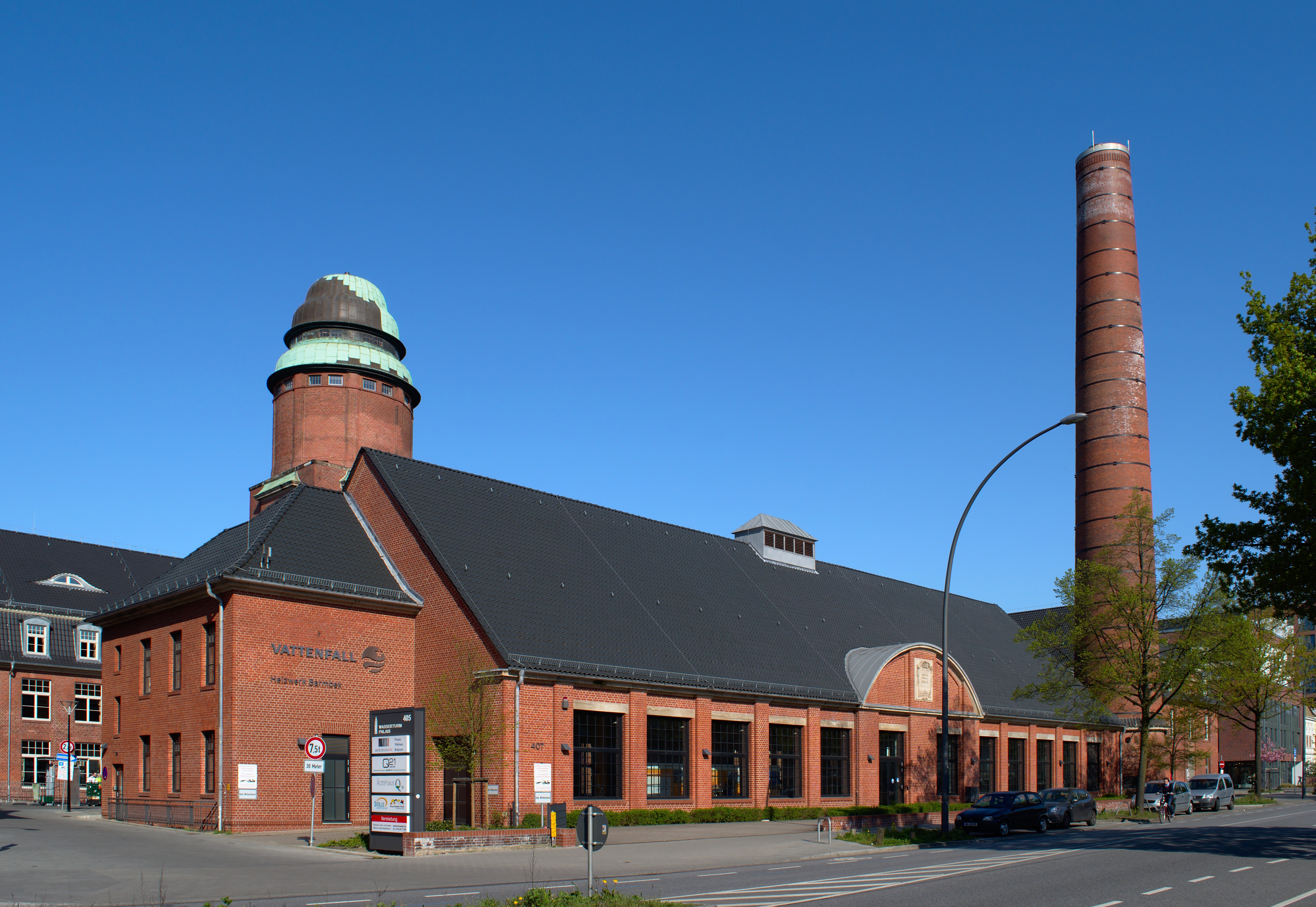
Ehemaliges Heizkraftwerk des AK Barmbek

Das Allgemeine Krankenhaus Barmbek wurde nach Plänen von Friedrich Ruppel in seiner ursprünglichen Form von 1910 bis 1915 als Parkkrankenhaus im Pavillonstil erbaut. Viele der Gebäude hatten eine für die damalige Zeit typische (Reform-)Architektur. Das Gelände beherbergte mehr als 60 Gebäude und mehr als 2000 Betten.
Das Krankenhaus konnte sich zur damaligen Zeit selbstständig versorgen. So befinden sich auf dem Gelände ein Wasserturm und ein eigenes Heizkraftwerk, welche aber für den Neubau nicht mehr benutzt werden. Der Wasserturm ist außer Funktion und soll nach dem Verkauf an einen privaten Investor einer neuen Nutzung zugeführt werden. Das Heizkraftwerk wird von Vattenfall zur Versorgung des Stadtteils mit Fernwärme betrieben. Es bestand insgesamt eine große Infrastruktur, die u. a. auch eine eigene Pathologie, eine eigene Wäscherei und eine Großküche beinhaltete. Auch waren Mitarbeiter aller Bereiche, wie Gärtner und Handwerker, vorhanden, die Versorgung erfolgte aus einer Hand, wo heute zahlreiche Fremdfirmen beauftragt sind. Die gesamte Anlage war als großer Park angelegt, der auch bei vielen Spaziergängern beliebt war. Das Krankenhaus war mit seiner Größe von über 15 Hektar und der Infrastruktur eine „eigene Stadt“. Nicht zuletzt aufgrund dieser Vorzüge wurde das AK Barmbek nach dem Zweiten Weltkrieg bis 1951 als britisches Militärkrankenhaus genutzt und für die Hamburger Bevölkerung stattdessen die frühere Staatskrankenanstalt Friedrichsberg als „AK Eilbek“ hergerichtet.
Nach dem Verkauf von 13,8 Hektar durch die Stadt Hamburg im Jahre 2006 entstanden auf dem Gelände im sogenannten „Quartier 21“ 475 neue Wohnungen sowie Flächen für Gastronomie, Einzelhandel und Büros. Es wurde sowohl bestehende, denkmalgeschützte, Gebäude umgebaut, als auch neue Gebäude geschaffen.
Ende 2011 bezogen die ersten Mieter renovierte Bettenhäuser auf dem Gelände.
In der alten Pathologie hat ein Gesundheitszentrum eröffnet.

## Verkehrsanbindung
Die Klinik ist über die Buslinie 172 und den Nachtbus 607 an der Haltestelle AK Barmbek sowie über die S-Bahn Haltestelle Rübenkamp mit der Linie S1 und den Buslinien 20, 26, 28 und 218 zu erreichen.

## Bildergalerie

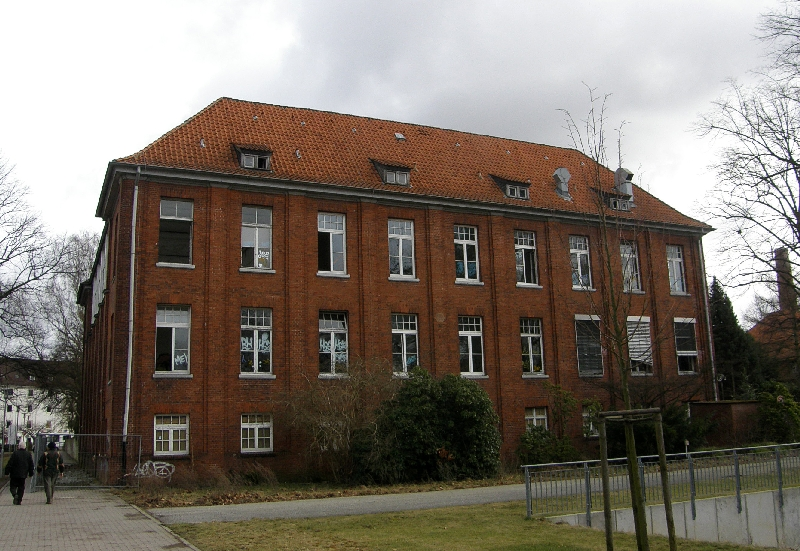
Ehemaliges Pathologie- und Laborgebäude
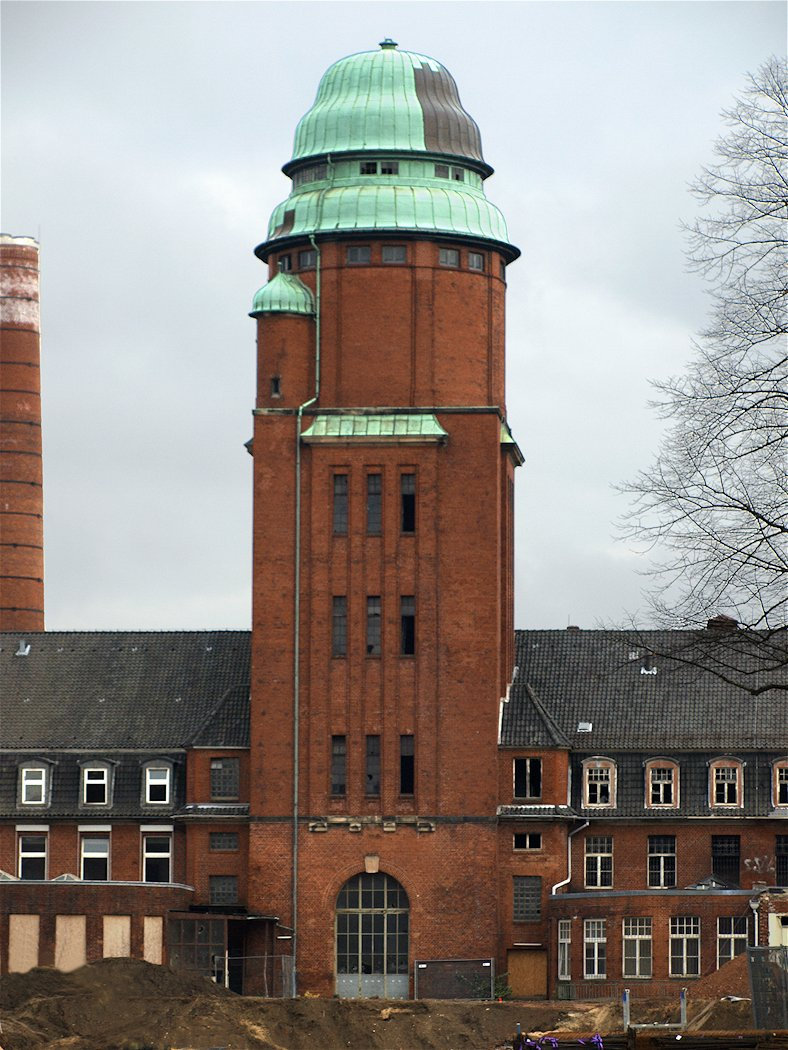
Ehemaliger Wasserturm